# Т'єррі Мейсан
Т'єррі Мейсан (фр. Thierry Meyssan народ. 18 травня 1957, Таланс, Франція) — французький журналіст, голова мережі Вольтер, ЛГБТ-активіст, «відомий у Франції як засновник політологічного центру Réseau Voltaire» . Кілька років провів у Сирії. У 2012 році переїхав із Дамаска до Триполі .

## Книга «Жахливий обман»
Мейсан написав у 2002 році книгу про терористичний акт 11 вересня 2001 року, у якій він стверджує, що причиною терактів була внутрішня змова, а не терористичний акт . Після видання книги він, за твердженням колег-журналістів, став " персоною нон грата " в США, «загрозою безпеці» НАТО . Книга була перекладена на 28 мов . У Росії відразу після виходу (навесні 2002 року) «Жахливого обману» (фр. L'Effroyable Imposture) писали : 
 Книга отримала у Франції потужну телевізійну розкрутку і різко негативну оцінку преси. Так, газета Le Monde і журнал Le Nouvel Observateur звинуватили автора в упередженості. Журналіст із Le Nouvel Observateur зробив нападки на Інтернет, де «будь-психопат може завести свій сайт», а заодно висловив здивування з приводу участі серйозних людей, що викликають довіру, в просуванні «Жахливого обману». Хвилюючись з приводу того, що книга привернула увагу шановних французьких ЗМІ, Філіп Буле-Жеркур (Philippe Boulet-Gercourt) старанно вкладає в її рекламу і свою лепту! Щонайменше дивний висновок зробив у своїй рецензії спецкор Le nouvel Observateur у місті Нью-Йорку: якщо немає фотографії або зйомки літака, що врізався в Пентагон, невже це означає, що авіакатастрофи не було? Т'єррі Мейсан стверджує, що свідчення зацікавлених очевидців слід ігнорувати, якщо їх свідчення не підтверджуються фактурою. 

## У Росії
Російський читач вперше ознайомився з працями Мейсан у 2002 році в газеті «Новий погляд».
Статті Мейсана регулярно публікувалися в російському журналі «Однак» (2010—2014).
Журналіст стверджував, що події в Беслані ініційовані спецслужбами США.
Фільм, знятий спільно з журналістом Джульєтто К'єза 9/11. Розслідування з нуля «у світі» пройшов практично непоміченим — автори прямо скаржилися на це в ефірі Першого каналу, натякаючи на підступи американських спецслужб ".
24 лютого 2011 року був гостем передачі Максима Шевченка " Судіть самі ".
15 березня 2011 опублікував у газеті «Комсомольська правда» дослідження в жанрі " журналістські розслідування ", в якому стверджував, що за організацією " Більдербергський клуб " стоїть НАТО.
29 березня 2011 року в програмі «Однак» звинуватив президента Саркозі в ініціації вторгнення НАТО до Лівії. Пізніше в газеті «Комсомольска правда» висловив припущення, що хвилювання в Лівії є здійсненням нової доктрини президента США Барака Обами, хоча і являють собою черговий виток "історичного протистояння трьох провінцій країни — Киренаїки, Триполітанії та Феццану ".
У травні 2011 року виклав свою версію того, що сталося з Д. Стросс-Каном, припустивши, що скандал у Нью-Йорку був спровокований для того, щоб перешкодити французу «зустрітися … особисто з полковником Каддафі» (для обговорення долі золотовалютних резервів Лівії).
Неодноразово виступав експертом-політологом і сходознавцем на Першому каналі.